# Pa de Viena
El pa de Viena és un tipus de pa petit i sovint rodó –si bé també n'hi ha de forma allargada– desenvolupat a la ciutat de Viena (Àustria) a mitjan segle xix. A banda dels ingredients tradicionals, en conté de rebosteria tals com el sucre i la mantega i va esdevenir un punt d'inflexió en el procés d'elaboració i de fermentació del pa. Una de les seves variants més conegudes és el Kaisersemmel.
Aquest pa fou presentat per primer cop a l'Exposició Universal de París de 1867 —en què fou admirat per la seva excel·lència i els obradors de pa d'Àustria foren distingits com els millors del món. Anys més tard, es lluí novament a l'Exposició Universal de Viena de 1873, on consolidà la seva fama.

## Característiques i elaboració
El pa de Viena es caracteritza, en primer lloc, per una intensa molta en diverses passades a través d'un molí de corriols. A més a més, parteix d'un canvi significatiu que va consolidar aquest pa l'any 1846, quan els flequers d'aquesta ciutat austríaca van fer una transició de l'alta fermentació a la baixa fermentació i van deixar de dependre dels llevats provinents de la indústria cervesera. La manca d'acidesa de lactobacils els va permetre, a més a més, obtenir uns sabors més dolços que els obtinguts fins aleshores.
Per altra banda, un tret distintiu del procés d'aquest pa és que la massa es forneja ben humida en un ambient amb vapor a baixa pressió, de manera que l'escorça pateix un procés de gelatinització mentre a l'interior es manté la molla del pa.